# J. Allen Suddeth
James Allen Suddeth (* 3. August  1952) ist ein US-amerikanischer Stuntman, Kampfchoreograf und Bühnenkampflehrer.

## Leben
J. Allen Suddeth stammten aus dem US-Bundesstaat Georgia. Sein Vater James „Jim“ Allen Suddeth (1921–2009) war von 1943 bis 1966 bei der US-Army, weshalb die Familie häufig umziehen musste. Seine Mutter war Anne Suddeth, geborene Dodson (1923–2013). J. Allen Suddeths 1945 geborene Schwester Annelle Elgin, verheiratete Reid, starb 2005.
Erste Bühnenerfahrungen sammelte J. Allen Suddeth in den Theatergruppen der Higschools, die er besuchte. Von 1970 bis 1974 absolvierte er ein Bachelorstudium im Fach Theaterschauspiel an der Ohio University, wo er erstmals Einblick in eine Bühenkampfklasse hatte.
Nach dem Studium ging er nach New York City, um dort als Schauspieler zu arbeiten. Suddeth hatte 1987 zwei kleinere Filmrollen als Darsteller. So spielte er den Motelbesitzer in Gianni Bozzacchis Streifen I Love N.Y. und den Detective Sealy in Daniel Taplitz' CBS Schoolbreak Special-TV-Serienepisode Soldier Boys. In Roger Donaldsons Komödie Cadillac Man übernahm er selbst Filmstunts, wie auch 2013 in Mark Nickelsburgs Kurzfilm Now, That's Cute.
Vorrangig wirkt er seit seinem 30. Lebensjahr als Kampfchoreograf (Fight Director) bei Theater- und Musicalproduktionen. Von 1990 bis 2009 arbeitete er am Center Stage in Baltimore, Maryland, wo er als Kampfchoreograf für Bühnenkampfszenen in mehr als 70 Bühnenstücken verantwortlich war. Parallel war er von 2004 bis 2005 auch Kampfchoreograf am Crossroads Theatre in New Brunswick, New Jersey. Seit Februar 2012 ist er Kampfchoreograf der Disney Theatrical Group (DTG) der Walt Disney Company, für die er die Bühnenkampfszenen der Broadway-Musicals Newsies und Aladdin choreografierte. Im September 2012 war er auch am La Mirada Theatre for the Performing Arts in La Mirada, Kalifornien, für die Jekyll & Hyde-Musicaltournee engagiert. Aktuell arbeitet er auch für das George Street Playhouse in New Brunswick. Für ABC, CBS, NBC und HBO arbeitete er bei über 750 Produktionen.
Suddeth lehrte ab 1985 Bühnenkampf an der Mason Gross School of the Arts der Rutgers University in New Brunswick, an der State University of New York at Purchase, an der Juilliard School, am Stella Adler Conservatory of Acting und am Lee Strasberg Theatre Institute in New York City. Insgesamt bildete er mehr als 10.000 Schüler aus.
Er ist seit 1980 Mitglied der 1977 gegründeten Society of American Fight Directors (SAFD), deren Präsident er von 1990 bis 1993 war. Er ist Mitglied auf Lebenszeit der British Academy of Stage and Screen Combat (BASSC). Die Fight Directors Canada (FDC) ernannten ihn zum „Honourary Fight Master“.

## Publikationen
- Fight directing for the theatre. Heinemann, Portsmouth 1996. ISBN 978-0-435-08674-9

DVDs:
- mit David Leong et al.: Unarmed stage combat. First Light Video, Venice (Kalifornien) 2005 [Originalproduktion: Roslyn Heights (New York) 1990].
  - Teil 1: Learning the basics. Presented by Award-Winning Fight Directors David Leong and J. Allen Suddeth.
  - Teil 2: Perfecting the fundamentals. Presented by Award-Winning Fight Directors David Leong and J. Allen Suddeth.
  - Teil 3: Mastering the techniques. Presented by Award-Winning Fight Directors David Leong and J. Allen Suddeth.